# Nintendo New York

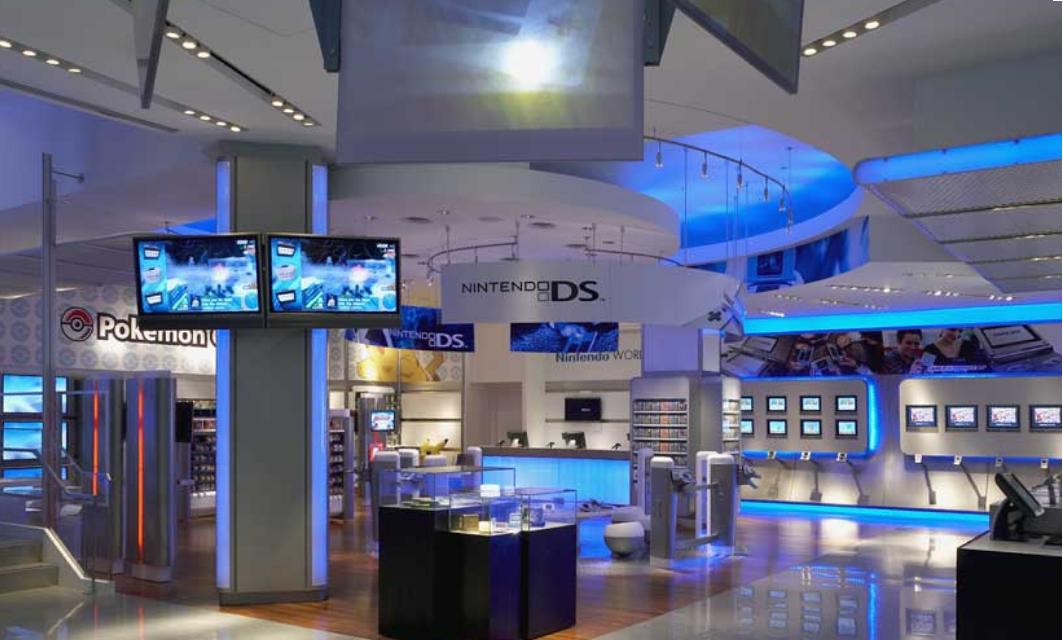
Nintendo NYC di New York

Il Nintendo New York (precedentemente Nintendo World e Pokémon Center) è un negozio specializzato nella vendita di prodotti e merchandise Nintendo.

## Storia
Fu aperto per la prima volta nel 16 Novembre 2001, chiamato Pokémon Center, ha chiuso nel novembre del 2005 e poi nel 14 maggio 2005 fu rinnovato e poi inaugurato nel Rockefeller Center di New York. Prima del 2005, i locali ospitavano l'unico Pokémon Center statunitense. All'interno è presente anche un piccolo museo dove si trovano console, accessori e videogiochi Nintendo del passato.
Occasionalmente all'interno dello store newyorkese, vengono proiettate presentazioni dell'E³, trailer e Nintendo Direct. Sono anche presenti postazioni di prova, con le console Nintendo Switch e Nintendo Switch 2 ed in passato: Wii U, Nintendo 3DS, Wii, Nintendo DS, Nintendo GameCube e Game Boy Advance per utilizzare gratuitamente i titoli più recenti.
Nel 16 febbraio 2016 il negozio di New York è stato ristrutturato e rinnovato cambiando nome da Nintendo World a Nintendo NYC.(New York City)
Era in esibizione uno speciale Game Boy, che fu danneggiato durante la Guerra del Golfo, ma ancora funzionante. Di proprietà del dott. Stephan Scoggins, un medico in operazione nella suddetta guerra, il Game Boy fu inviato al centro assistenza Nintendo di Redmond. I tecnici provarono invano a ripararlo: il pannello anteriore del Game Boy si era tutto sciolto. Tuttavia, i tecnici rimasero stupiti dalla resistenza del Game Boy e testarono il funzionamento con una cassetta di Tetris. Nintendo infine inviò al dottor Scoggins una console sostitutiva. Nel 2023, viene rimosso dall'esposizione per essere riposto negli archivi di Nintendo of America.

## Altri negozi nel mondo
Nel 2019, Nintendo apre il suo primo flagship store in Giappone, chiamato "Nintendo TOKYO", sito nel centro commerciale Shibuya Parco a Tokyo. Adiacente vi si trova anche un Pokémon Center. Entrambi hanno aperto i battenti il 22 novembre 2019, con l'inaugurazione del centro Shibuya Parco. A novembre 2021, Nintendo annuncia l'apertura di un secondo negozio giapponese chiamato: "Nintendo OSAKA", aperto nel 2022, sito all'interno del Daimaru Umeda di Kita-ku.
Esiste uno store privato nella sede di Nintendo America a Redmond (Washington), riservato ai soli dipendenti.

### Altri negozi (su licenza)
- Nintendo World Store, Riad, Arabia Saudita. (su licenza Nintendo Co., Ltd.)
- Nintendo Tel Aviv, Tel Aviv, Israele. (su licenza Nintendo Co., Ltd.)[5]